# Spinnen (Garn)

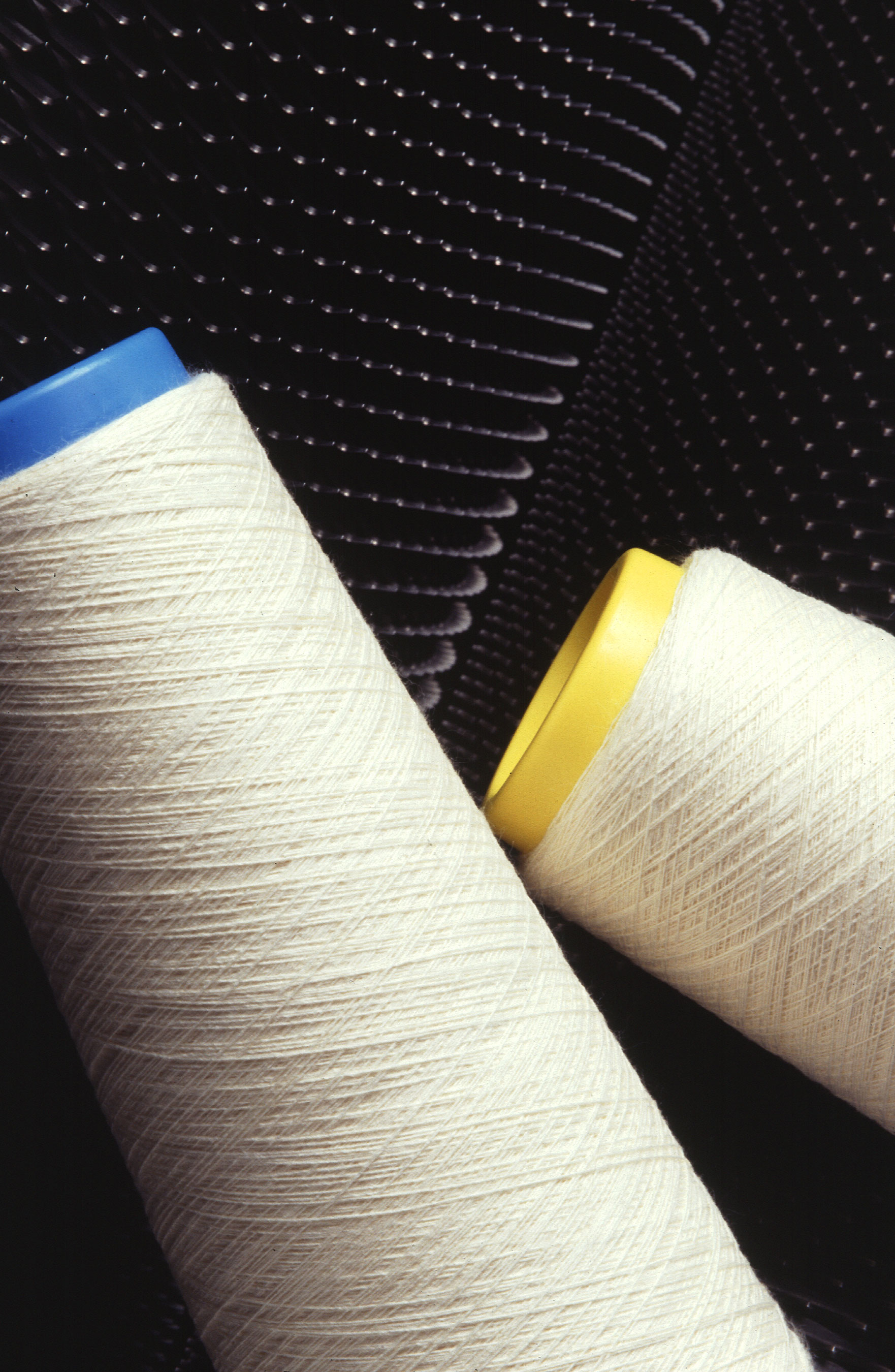
Kreuzweise aufgespultes Garn als Produkt beim Spinnen

In der Textilindustrie ist Spinnen die Herstellung von Garn aus Stapelfasern, insbesondere der Prozessschritt der Garnbildung durch gleichzeitiges Verziehen und Verdrehen. Dadurch wird der Faden fein und fest. Spinnen ist, wie das Weben, eine der ältesten Kulturtechniken der Menschheit. Ursprünglich Handarbeit mit einfachsten Hilfsmitteln, dann mit dem Spinnrad, ist das Spinnen heute voll mechanisiert und millionenfach schneller. In der umfassenderen Bedeutung gehören zum Spinnen alle Prozessschritte einer Spinnerei: das Reinigen, Mischen und Parallel-Legen der Fasern, ggf. ein separates Vorstrecken sowie anschließend das Auf- und ggf. Umspulen.
Versponnen werden z. B.:
- Pflanzenfasern wie Baumwolle, Flachs oder Hanf
- Tierische Fasern wie Wolle oder Seide
- Synthetische Fasern (siehe Primärspinnen und Chemiefasern)
- Mineralische Fasern wie Asbest

Die wichtigsten Kenngrößen eines gesponnenen Garnes sind neben der verwendeten Faser das Gewicht pro Länge (Garnfeinheit), der Feuchtigkeitsgehalt, die Festigkeit (Bruchfestigkeit), die  Dehnung, die Drehung, und ihre Schwankungen u. a. m. Hierbei ist die Spinngrenze zu beachten. Grundsätzlich gilt: Je feiner das Garn, desto feiner die verwendeten Fasern und desto aufwendiger der Spinnprozess. Daher: Je feiner das Garn, desto teurer.
Die Weiterverarbeitung des fertig gesponnenen Garns erfolgt auf unterschiedlichste Art, z. B.:
- in Form einer weiteren Veredelung des Garns durch Zwirnen und Färben
- durch Umwandlung in textile Flächen durch Weben, Stricken und Wirken
- als Arbeitsmaterial beim Nähen und Sticken.

## Geschichte

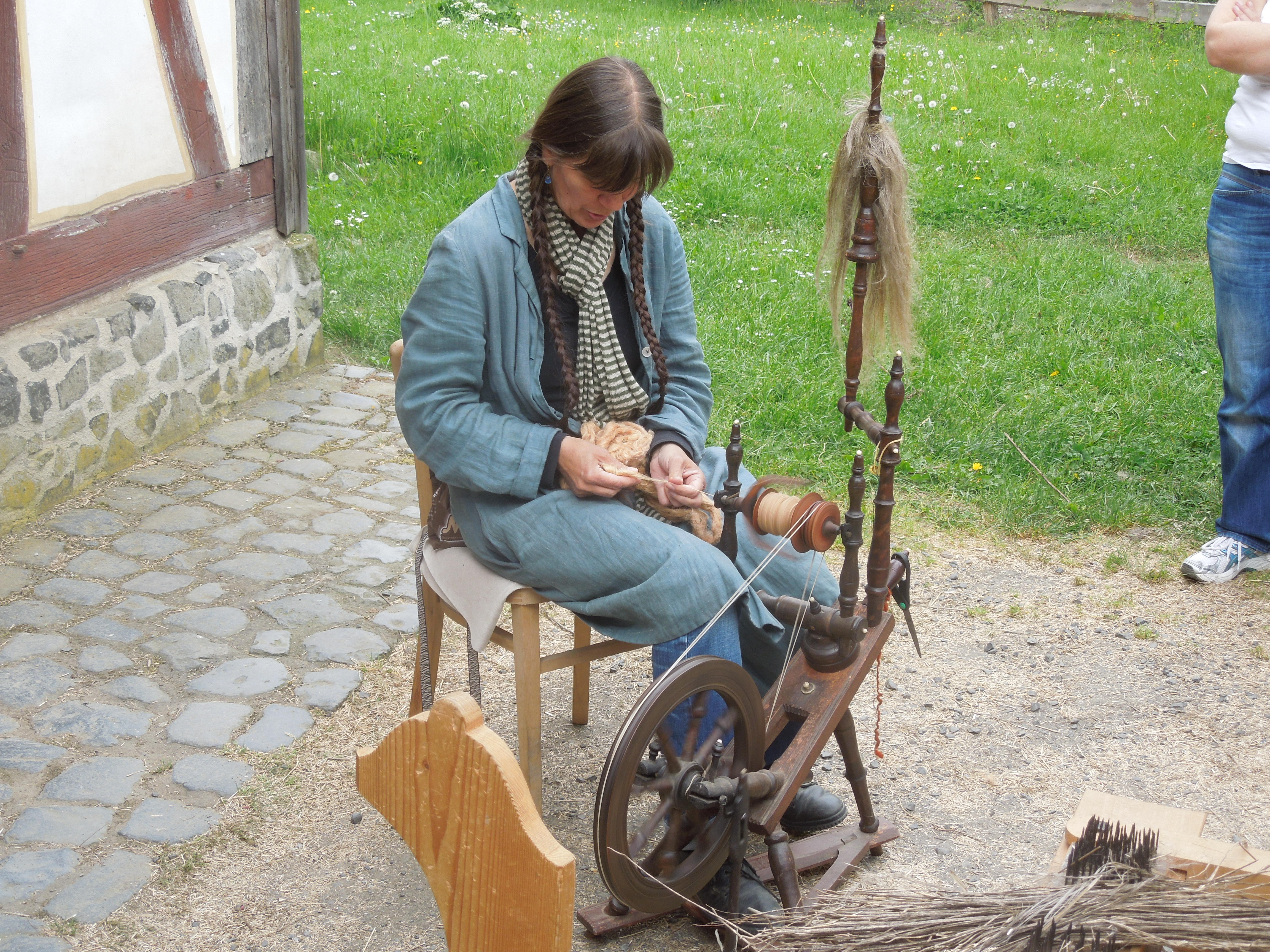
Flachsspinnerin im Hessenpark

### Vorgeschichte
Das Spinnen von Hand erfolgte entweder mit bloßen Händen oder aber mit einer Handspindel. Von Hand gesponnen wurde in Europa bereits um 6000 v. Chr., darauf verweisen die Spinnwirtel der Sesklo-Kultur im frühneolithischen Griechenland sowie aus der Starcevo-Körös Kultur. Auch in der Linearbandkeramischen Kultur sind Spinnwirtel häufig. Besonders zahlreich wurden sie in Bad Nauheim-Nieder-mörlen gefunden, was nach Schade-Lindig vielleicht auf eine besondere Bedeutung des Platzes hinweist.
Es steht nicht fest, ob tierische Fasern (Wolle) oder pflanzliche (Flachs) versponnen wurden. Das Wollschaf war noch unbekannt, der Anbau von Flachs dagegen ist belegt, hier können aber auch die ölhaltigen Samen genutzt worden sein. Textilfunde aus der neolithischen Feuchtbodensiedlung von Arbon-Bleiche in der Schweiz belegen, dass Flachsfasern nicht gesponnen wurden, sondern nur an den Enden verdrillt.

### Antike
Rocken sind seit der Eisenzeit belegt. Für die römische Antike gibt es Beschreibungen des Spinnens, vor allem der spinnenden Parzen, etwa bei Catull. Die Rohfaser wurde dabei auf einem Rocken („Kunkel“) befestigt. Die eine Hand zieht ein Faserbündel aus dem Vorrat auf dem Rocken, während die andere die Spindel dreht. Ist das Garn so lang geworden, dass der Arm der Spinnerin nicht mehr ausreicht, wickelt sie es auf die Spindel auf. Abbildungen von griechischen Vasen zeigen, dass der Rocken sehr kurz war und in der Hand gehalten wurde. Erst später wurde er so verlängert, dass er unter die Achsel geklemmt werden konnte, womit eine Hand frei blieb.

### Mittelalter und Frühe Neuzeit

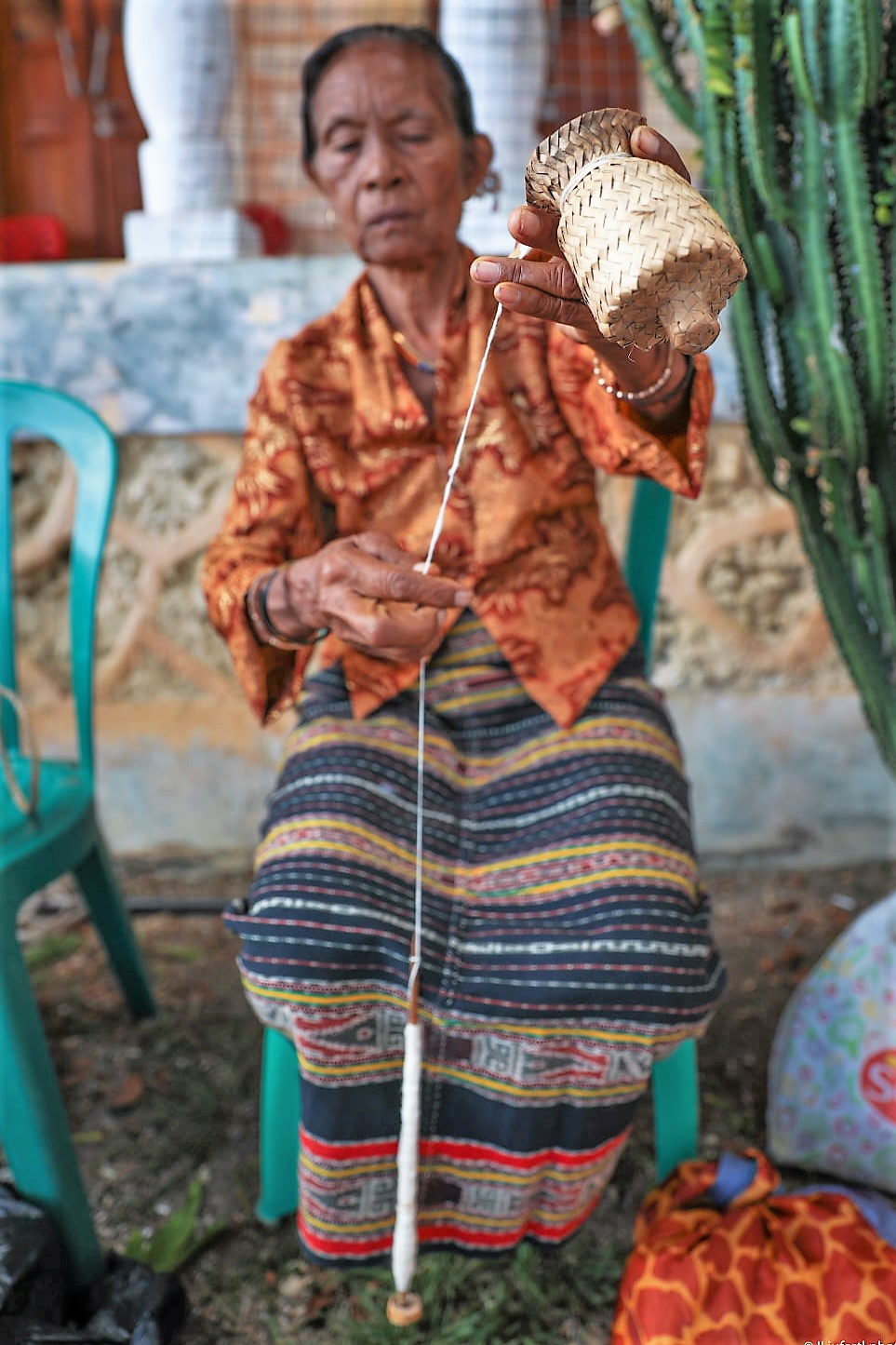
Spinnerin mit Fallspindel in Osttimor

Eine Spinning Jenny im Museum für Frühindustrialisierung Wuppertal

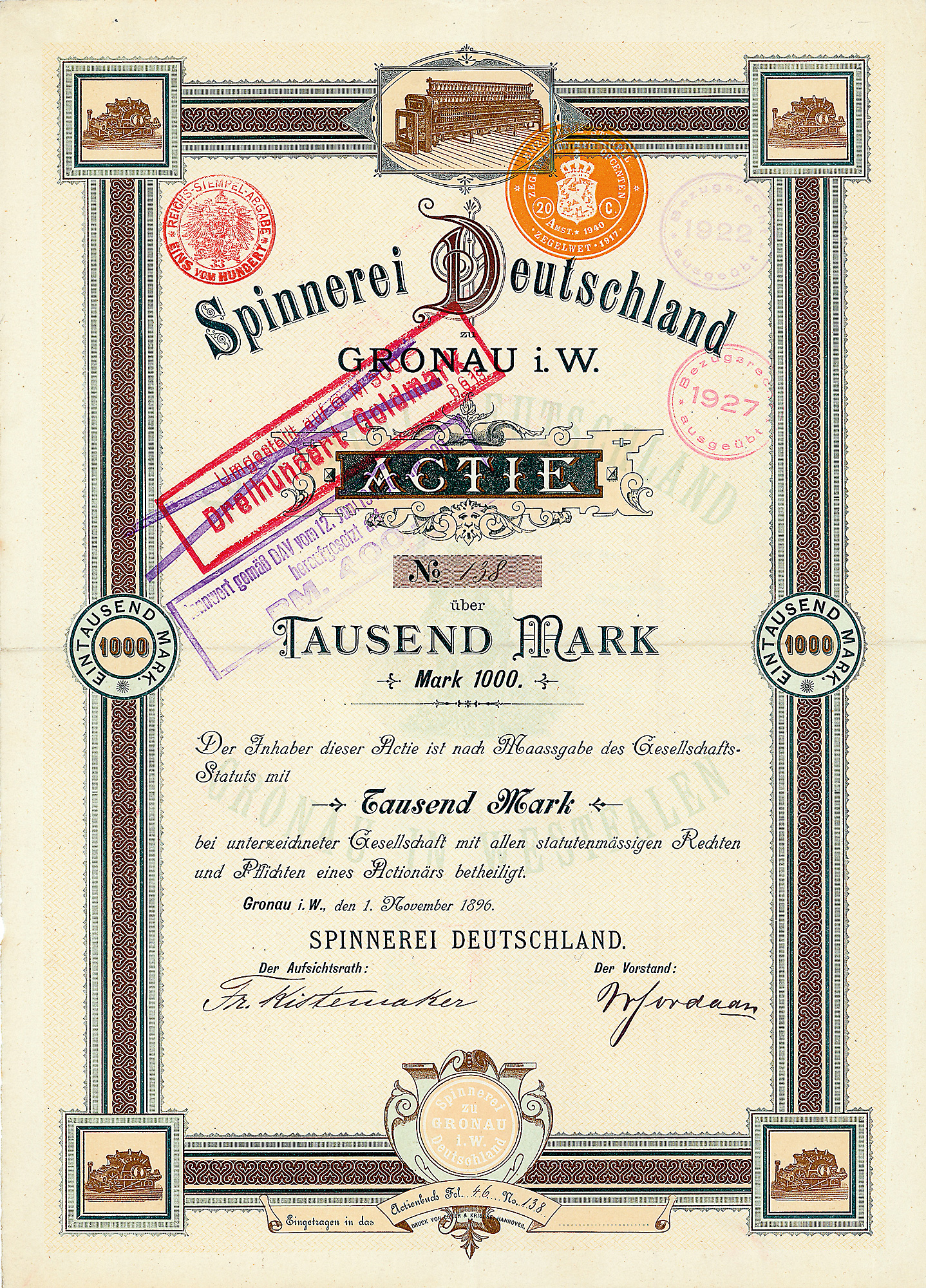
Aktie der Spinnerei Deutschland vom 1. November 1896 mit Darstellungen von Spinnereimaschinen

Eine weitere Vorrichtung zum Spinnen von Hand ist das Spinnrad, mit dem die Entwicklung des mechanischen Spinnens begann. Es wird 1298 in einer Chronik von Speyer erwähnt und taucht im 13. Jahrhundert auch in verschiedenen anderen europäischen Regionen auf. Sein Ursprung ist in China zu suchen. Die ersten Hinweise auf das Flügelspinnrad findet man im Hausbuch der Fürstenfamilie Waldburg-Wolfegg von 1480. Die Jürgen von Wolfenbüttel zugeschriebene Erfindung dieses Spinnrades dürfte eine Legende sein. Um 1500 konstruierte auch Leonardo da Vinci ein Flügelspinnrad. Daneben blieb das Spinnen mit der Hand noch bis ins 20. Jahrhundert lokal in Gebrauch.

### Jüngere Entwicklungen
Wichtige Punkte in der Entwicklung der mechanischen Spinnerei:
- 1738 Erste funktionsfähige Spinnmaschine von Lewis Paul und John Wyatt
- 1750 Erste mechanische Flechtmaschine in Elberfeld (jetzt Wuppertal)
- 1764 Spinning Jenny von James Hargreaves
- 1769 Waterframe von Richard Arkwright – erste in größerem Umfang industrielle eingesetzte Spinnmaschine mit Wasserradantrieb
- 1771 Erste mechanische Spinnerei in Cromford durch Richard Arkwright
- 1779 Spinning Mule von Samuel Crompton. Sie vereinigt Produktionselemente der Spinning Jenny und der Waterframe
- 1781 erste, letztlich erfolglose, Spinnerei mit Spinning Jennys und statt von Wasserkraft von Pferden angetriebenen Waterframes in Berlin am Pariser Platz („Englische Baumwollenspinn-Maschinen-Anstalt“), gegründet vom Fabrikanten Johann Georg Sieburg[4]
- 1783 Gründung der ersten fabrikmäßigen mechanischen Spinnerei auf dem europäischen Festland durch Johann Gottfried Brügelmann in Ratingen[5]
- 1785 Dampfmaschine findet Eingang in Spinnerei, zunächst zum Speisen der Wasserräder, ein Jahr später auch als Antriebsmaschine
- 1810 Flachsspinnmaschine von Philippe Henri de Girard
- 1828 Ringspinnmaschine von John Thorp
- 1830 Selfactor von Richard Roberts
- 1955 Vorstellung der ersten funktionsfähigen, von Julius Meimberg entwickelten Rotorspinnmaschine auf der Internationalen Textilmaschinenausstellung in Brüssel.

Heute existieren in den Industriestaaten nur noch vereinzelt Spinnereien. Die meisten Spinnereien befinden sich in Asien, namentlich in China und Indien. Viele der Maschinen zum Spinnen und für sämtliche Vorstufen kommen auch heute noch aus Zentraleuropa.

## Industrielles Spinnen

### Herstellung von Garnen aus Stapelfasern

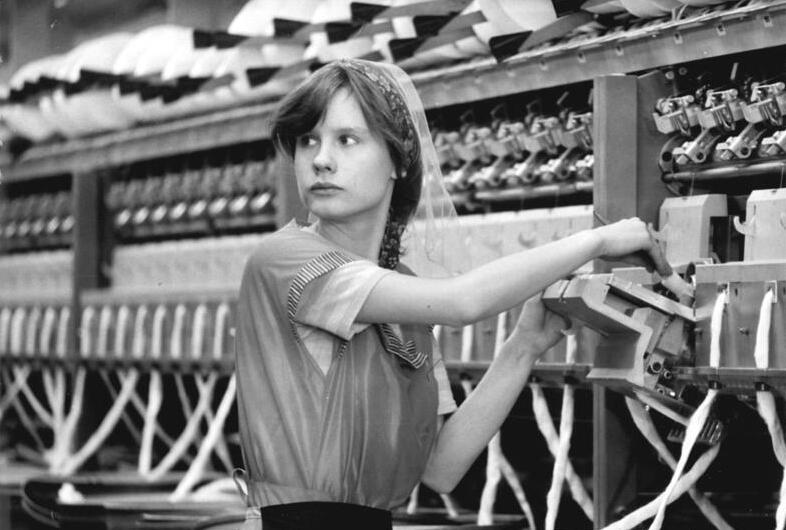
„Rotor“- oder „Openend“-Spinnmaschine mit vorgelegtem Streckband

Der ganze Spinnprozess zur Verarbeitung von Stapelfasern gliedert sich in viele einzelne Arbeitsschritte. Die vorbereitenden Schritte lauten:
1. Öffnen der Ballen mit einem Ballenöffner.
2. Reinigung der Rohfasern von Schmutz und Fettresten bei der Wolle oder von Resten der Samenkapseln bei der Baumwolle und zum Entstauben.
3. Mischen der Fasern in einer Mischkammer oder einem Mehrfachmischer zur Vergleichmäßigung des Faserguts oder bei der Ballenmischung zum Herstellen von Mischgarnen aus verschiedenen Rohstoffen (z. B. Baumwolle / Polyester).
4. Ausrichten bzw. parallelisieren der Fasern mit der Karde zu einem Kardenband bei Baumwolle (kardieren). Bei Wolle wird der gleiche Prozess auf der Krempel durchgeführt (krempeln).
5. Zusammenführen und Strecken mehrerer Kardenbänder auf einer Strecke zur Erhöhung der Gleichmäßigkeit oder bei der Bandmischung zum Herstellen von Mischfasern. Das Strecken wird in der Regel zweimal durchgeführt.
6. Zur Herstellung von qualitativ hochwertigen Ringgarnen kann das Streckband noch gekämmt werden. Damit wird ein noch gleichmäßigeres Garn erzielt. Auf alle Fälle muss das Streckband auf einer Vorspinnmaschine, auch Flyer genannt, zu einem Vorgarn, der „Lunte“, vorgesponnen werden.

Erst dann kommt das eigentliche Spinnen. Das Ringspinnen und das Rotorspinnen sind die wichtigsten Verfahren.
Andere Verfahren sind das Luftspinnverfahren, das Kompaktspinnverfahren, das Friktionsspinnverfahren und das Umwindespinnverfahren.

#### Ringspinnen

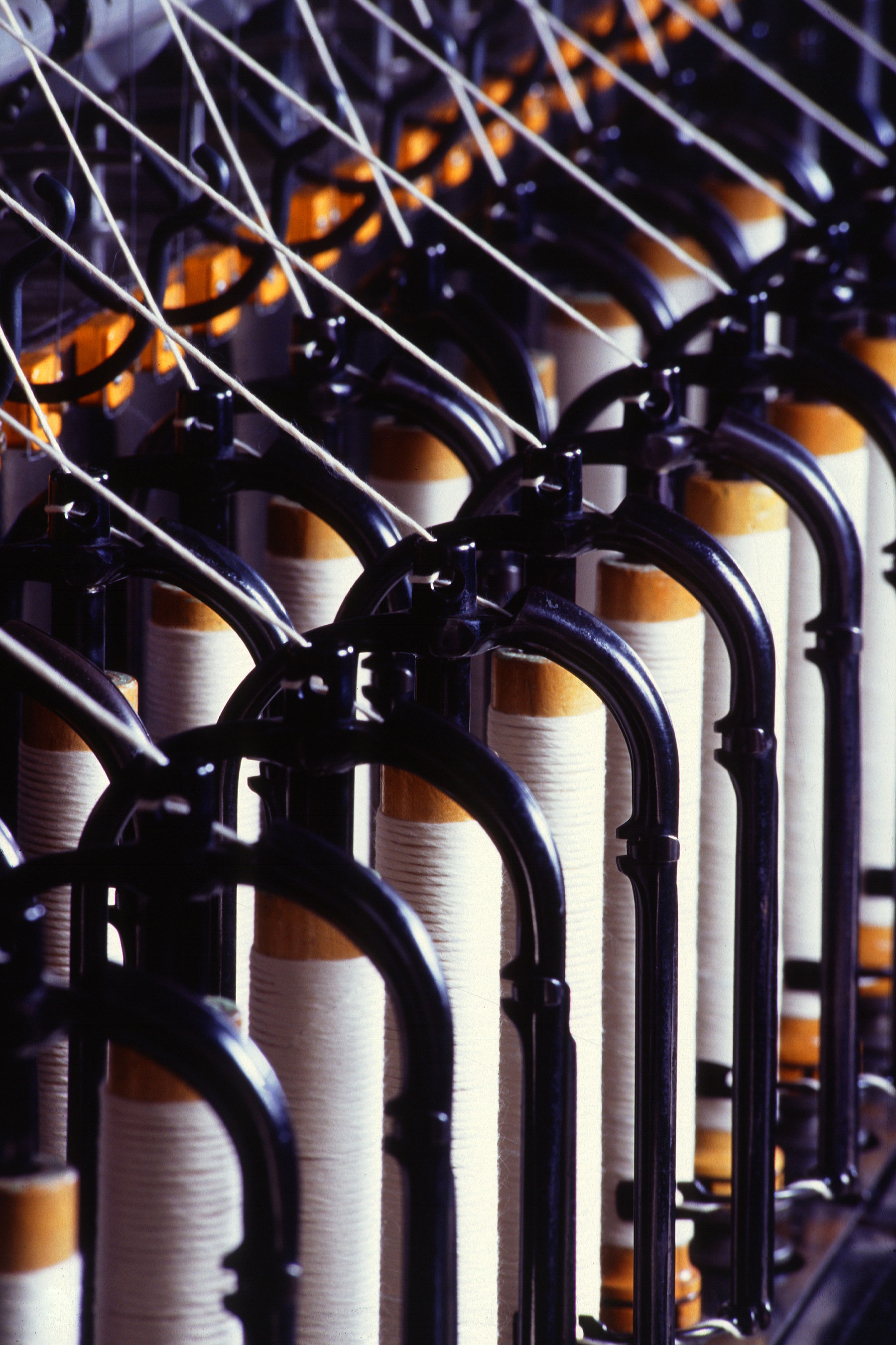
Vor dem Ringspinnen wird das Streckband auf der Flügelspinnmaschine (Flyer) zu einer Lunte vorgesponnen.

Am weitesten verbreitet ist das Ringspinnen, bei dem die Lunte etwa um den Faktor 15–80 gestreckt wird. Das dünne Faserband wird sofort danach gleichmäßig verdreht. Ein kleiner Metallbügel, der Ringläufer, rotiert dabei auf einer kreisförmigen Führung, dem Spinnring, um eine Spindel und wickelt das Garn auf eine Hülse auf und bildet den Kops. Pro Umdrehung des Ringläufers wird eine Drehung in das Garn eingebracht.
Ringgarne haben einen Titer von 4 tex bis 2000 tex. Während die groben Titer als Streichgarn oder Halbkammgarn hergestellt werden, bewegt sich der Hauptanwendungsbereich in der Baumwollspinnerei (Kurzfaserspinnerei) zwischen 4 tex und 120 tex.
Die Produktionsgeschwindigkeit wird bei der Verarbeitung von Naturfasern durch die Reibung zwischen dem Ringläufer und dem Spinnring begrenzt. Läufergeschwindigkeiten von 50 m/s bis 60 m/s sind erreichbar. Dennoch beschränkt sich die Geschwindigkeit des Ringläufers im praktischen Betrieb auf maximal 42 m/s. Die daraus resultierende Spindeldrehzahl beträgt bis zu 25.000 Umdrehungen pro Minute und die Lieferung bis etwa 40 m/min. Bei der Verarbeitung von Chemiefasern begrenzt die Reibung zwischen dem Garn und den fadenführenden Bauteilen und die damit verbundene Reibungswärme die Geschwindigkeit des Ringläufers je nach Faser auf etwa 25 m/s bis 32 m/s. Ringspinnmaschinen besitzen bis zu 1824 Spinnstellen.
Eine wichtige Randbedingung für den Prozess ist, abhängig vom versponnenen Material, die im Produktionsraum herrschende Luftfeuchtigkeit.
Im Anschluss an das Ringspinnen werden mehrere Kopse auf eine größere Spule (Kreuzspule) umgespult. Dies geschieht auf einer Spulmaschine, die beim Umspulprozess in der Regel gleichzeitig das Garn optisch oder kapazitiv überprüft und Fehlstellen oder Verschmutzungen herausschneidet.
Große Spinnereien sind heute mit bis zu 100.000 Spinnstellen ausgestattet. Moderne Maschinen besitzen automatisierte Verfahren für den Austausch der Kopse, für deren Weitertransport zur Spulmaschine, für die optische Überwachung von Fadenbrüchen sowie zur Betriebsdatenerfassung.

#### Rotorspinnen

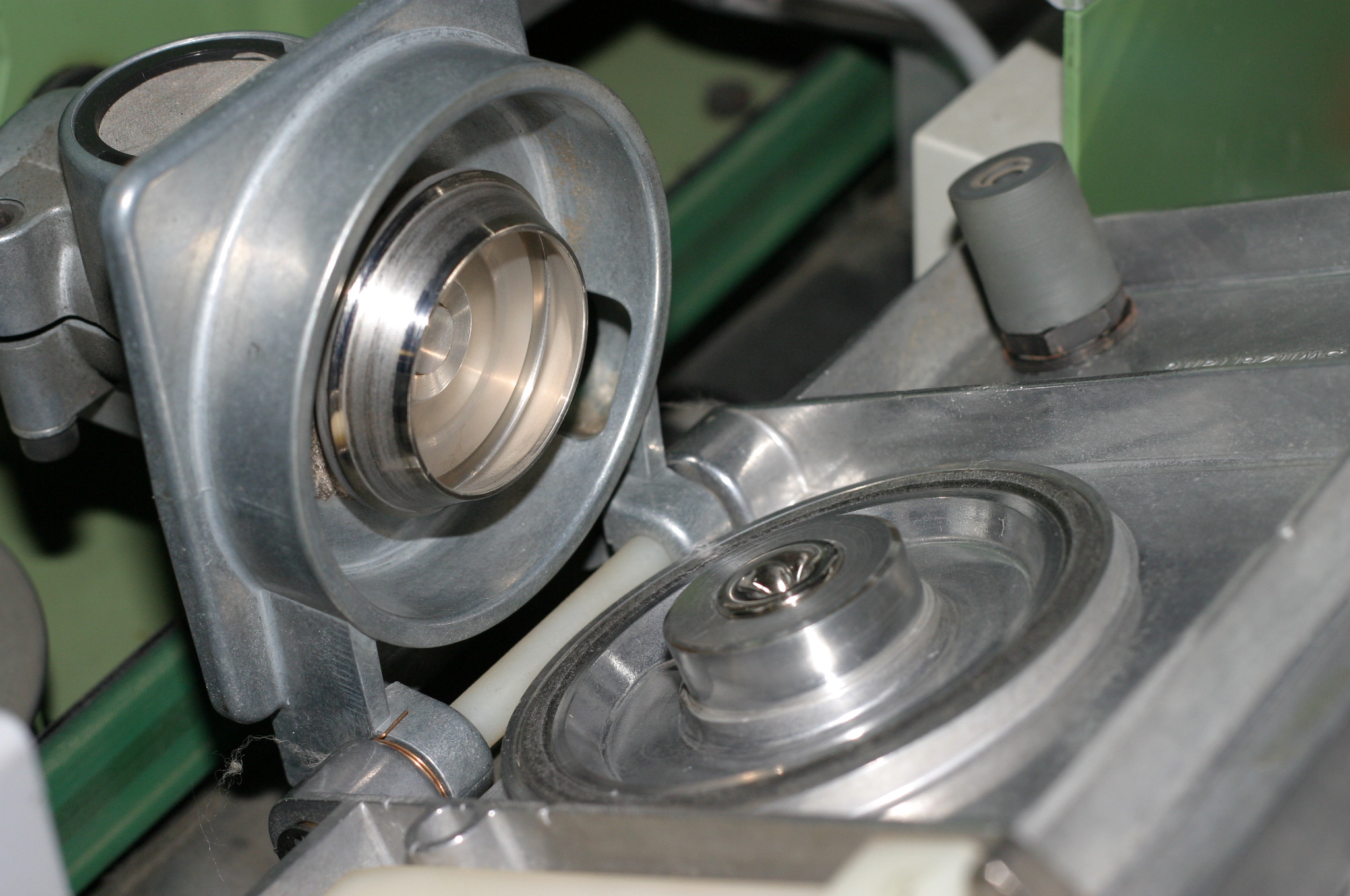
Eine geöffnete Spinnstelle einer Rotorspinnmaschine, links der Rotor, rechts in der Mitte des Deckels die Düse

Das Rotorspinnen (auch: OE-Rotor-Spinnen, engl. open end) wurde erst 1955 von Julius Meimberg neu eingeführt und ist weniger verbreitet als das Ringspinnen. Etwa 20 % der weltweit aus Stapelfasern hergestellten Garne werden auf Rotorspinnmaschinen hergestellt. Traditionell werden Rotorgarne mit einem Marktanteil von 44 % in Nordamerika hergestellt oder in Europa mit einem Marktanteil von 37 % im westlichen Teil und 76 % im östlichen Teil.
Der Spinnprozess ist im Vergleich zum Ringspinnen wesentlich schneller und damit kostengünstiger.
Das Rotorspinnverfahren wird vor allem für kürzere Fasern wie Kurzstapelbaumwolle und Kämmlinge oder Mittelstapelbaumwolle sowie auch für Chemiefasern eingesetzt. Im Hauptanwendungsbereich werden im Vergleich zum Ringsspinnen gröbere Garne von etwa 200 tex bis 30 tex (Kurzstapelbaumwolle), 15 tex (Mittelstapelbaumwolle) und 10 tex (Chemiefasern) hergestellt. Die Produktivität einer Rotorspinnerei liegt mit einer Lieferung von bis zu 350 m/min deutlich über der einer Ringspinnerei. In der Rotorspinnmaschine ist die Automation des Fadenansetzens weit verbreitet.
Das Vorspinnen auf dem Flyer entfällt, die Maschine kann direkt mit dem Streckenband oder für grobe Garne mit Kardenband beliefert werden. Das Streckenband wird zuerst durch eine mit bis zu 10.000 Umdrehungen pro Minute rotierende Auflösewalze in einzelne Fasern aufgelöst und die Fasern von einem Luftstrom in eine sehr schnell drehende Trommel mit nach innen geneigter Wand – den Spinnrotor – befördert, dessen Drehzahl bis zu 175.000 Umdrehungen pro Minute beträgt. Durch die Beschleunigung der Fasern an der Wand des Rotors und die auf die Fasern wirkende Fliehkraft gelangen die Fasern in die Rotorrille.
Zum Anspinnen wird ein Vorlagefaden benötigt. Dessen Ende wird aufgeraut und angespitzt. Dann wird der Vorlagefaden durch die Düse bis in die Rotorrille geführt, wo sich die dort gesammelten Fasern sich um den Vorlagefaden legen. Eine genaue Synchronisierung von Zuführen des Streckenbandes, Einführen des Vorlagefadens und sofortiges Abziehen des neuen Fadens sorgt für eine möglichst dünne, aber stabile Ansetzstelle. Die Masse des Fadens ergibt sich aus der Menge des zugeführten Streckenbandes und der Abzugsgeschwindigkeit des Fadens. Für einen gleichmäßigen, festen Faden müssen noch zahlreiche weitere Parameter wie die Rotordrehzahl genau aufeinander abgestimmt werden. Das Garn wird direkt auf eine Kreuzspule aufgespult – ein Umspulen entfällt.
Die für Stapelfasern eingesetzten Spinnrotoren haben einen Durchmesser von 26 mm bis 66 mm. Die Verstreckung ist auf der Rotorspinnmaschine bis zu 400-fach. Ein Rotorgarn hat etwa 10 % bis 20 % weniger Festigkeit als ein Ringgarn. Durch die Wahl des Rotors und der Düse lassen sich Volumen und Haarigkeit des Rotorgarns erheblich beeinflussen. Rotorspinnmaschinen besitzen bis zu 700 Spinnstellen.

## Mythologie

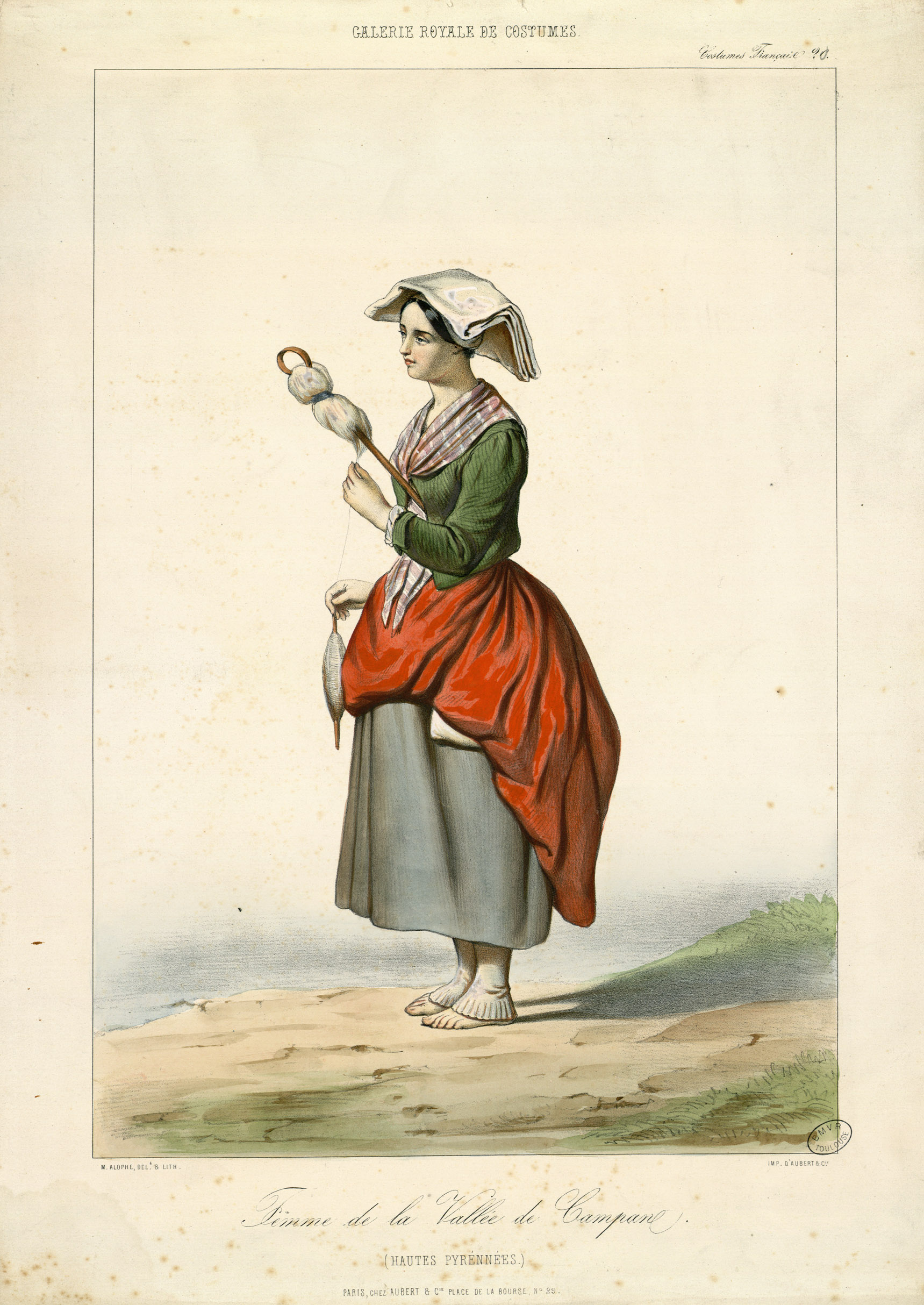
Spinnerin mit Handspindel und Rocken, 19. Jahrhundert

Das Spinnen spielt vielfach eine Rolle im Mythos und wird etlichen Schicksalsgöttinnen – so der griechischen Klotho – zugewiesen (vergleiche Moiren, Parzen). Spinnen und Weben gelten als Erfindung der Göttin Athene. Die sterbliche Arachne, die die Göttin in der Kunst des Spinnens und Weben übertreffen wollte, hat sie zur Strafe in eine Spinne verwandelt. Arachnida ist noch heute der wissenschaftliche Name der Spinnentiere. In der germanischen Mythologie spinnen die Nornen die Schicksalsfäden.
In Märchen ist das Spinnen Ausweis von Fleiß oder inneren Reifungsvorgängen und fungiert oft als Heiratsprobe der Frau. So in folgenden Kinder- und Hausmärchen (KHM) der Brüder Grimm: Die zwölf Brüder (KHM 9), Die drei Spinnerinnen (KHM 14), Frau Holle (KHM 24), Die sechs Schwäne (KHM 49), Dornröschen (KHM 50), Rumpelstilzchen (KHM 55), Allerleirauh (KHM 65), Die zwölf Jäger (KHM 67), Die Wassernixe (KHM 79), Die faule Spinnerin (KHM 128), Die Schlickerlinge (KHM 156), Die Nixe im Teich (KHM 181), Die Gänsehirtin am Brunnen (KHM 179), Spindel, Weberschiffchen und Nadel (KHM 188), oder auch in der Wiener Sage Spinnerin am Kreuz.

### Technik
- Hermann Kirchenberger: Spinnerei 2000. Bondi, Wien-Perchtoldsdorf 1986, ISBN 3-900008-10-8.
- Dietmar Fries: Spinnereitechnik – Kammgarn – Halbkammgarn – Streichgarn. In: Ausbildungsmittel, Unterrichtshilfen. Band 67, Textiltechnik. Arbeitskreis Gesamttextil, Eschborn 1996, ISBN 3-926685-73-5.

Junge Frau am Spinnrad sitzend in Aargauer Tracht aus dem Oberaargau

### Kulturgeschichte
- Thomas Blisniewski: Frauen, die den Faden in der Hand halten. Handarbeitende Damen, Bürgersmädchen und Landfrauen von Rubens bis Hopper. Sandmann, München 2009, ISBN 978-3-938045-35-0.
- Thomas Blisniewski: „... und schafft mit emsigen Händen“ – Weibliche Handarbeiten in Werken von R. Schadow, C. J. Begas und J. A. Ramboux im Wallraf-Richartz-Museum – Fondation-Corboud. In: Kölner Museums-Bulletin. Berichte und Forschungen aus den Museen der Stadt Köln. Nr. 3, Köln 2001, S. 4–18.
- Almut Bohnsack: Spinnen und Weben. Entwicklung von Technik und Arbeit im Textilgewerbe. Bramsche, 2002.
- Ulrike Claßen-Büttner: Spinnst Du? Na klar! Geschichte, Technik und Bedeutung des Spinnens von der Handspindel über das Spinnrad bis zu den Spinnmaschinen der Industriellen Revolution. Books on Demand, Norderstedt 2009, ISBN 978-3-8391-1742-2.
- Marianne Stradal, Ulrike Brommer: Mit Nadel und Faden. Kulturgeschichte der klassischen Handarbeiten. Heidenheim/ Freiburg 1990.
- Gail Carolyn Sirna: Frauen, die nie den Faden verlieren. Handarbeitende Frauen in der Malerei von Vermeer bis Dali. (Originaltitel: In Praise of the Needlewoman, übersetzt von Ursula Fethke, Redaktion Eva Römer, mit einem Vorwort von Thomas Blisniewski). Sandmann, München 2007, ISBN 978-3-938045-17-6.
- Robert L. Wyss: Die Handarbeiten der Maria. Eine ikonographische Studie unter Berücksichtigung der textilen Techniken. In: Michael Stettler, Mechthild Lemberg (Hrsg.): Artes Minores. Dank an Werner Abegg. Stämpfli, Bern 1973, ISBN 3-7272-9200-8, S. 113 ff.
- Waltraud Holtz-Honig: Vater spinnt. Der Weg zum Endlos-Garn, eine Erfindergeschichte. Langen Müller, München 1997, ISBN 3-7844-7367-9.
- Helga Volkmann: Purpurfäden und Zauberschiffchen. Spinnen und Weben in Märchen und Mythen. Vandenhoeck & Ruprecht, Göttingen 2008, ISBN 978-3-525-20858-8.
- Penny Walsh: Handbuch Garne. Geschichte, Herstellungstechniken und neue Trends. (Originaltitel: The yarn book. übersetzt von Elke Schröter). Haupt, Bern / Stuttgart / Wien 2007, ISBN 978-3-258-07183-1.
- Stefan Mecheels, Herbert Vogler, Josef Kurz: Kultur- und Industriegeschichte der Textilien. Hohenstein-Institute, Bönnigheim 2009, ISBN 978-3-9812485-3-1.